# Taziano (nome)
Taziano  è un nome proprio di persona italiano maschile.

## Varianti
- Femminili: Taziana[2], Tatiana

### Varianti in altre lingue
- Albanese: Taciani
- Bulgaro: Тациан (Tacjan)
- Catalano: Tatià
- Ceco: Tacián
- Croato: Tacijan
- Esperanto: Taciano
- Francese: Tatien
- Greco moderno: Τατιανός (Tatianos)
- Inglese: Tatian
- Latino: Tatianus[3]
- Lituano: Tacianas
- Macedone: Тацијан (Tacijan)
- Polacco: Tacjan
- Portoghese: Tatiano
- Russo: Татиан (Tatian)
- Spagnolo: Taciano
- Ucraino: Татіан (Tatian), Таціан (Tacian)

## Origine e diffusione
Deriva dal cognomen romano Tatianus, derivato dal nome Tazio; si tratta, per la precisione, di un patronimico che vuol dire "di Tazio", "figlio di Tazio".

## Onomastico
L'onomastico si può festeggiare in memoria di più santi, alle date seguenti:
- 16 marzo, san Taziano, diacono e martire con altri compagni ad Aquileia[2][4]
- 15 luglio, san Taziano, detto Dulas, martire a Zephyrinu (Cilicia) sotto Diocleziano[5]
- 19 luglio, san Taziano, martire con Teodulo e Macedonio a Meros (Frigia) sotto Flavio Claudio Giuliano[4]
- 24 agosto, san Taziano (o Tazione), martire a Claudiopoli[4]

## Persone
- Taziano, console bizantino
- Taziano il Siro, teologo e filosofo siriano
- Taziano di Aquileia, santo romano